# Aire d'attraction de Dole
L'aire d'attraction de Dole est un zonage d'étude défini par l'Insee pour caractériser l’influence de la commune de Dole sur les communes environnantes. Publiée en octobre 2020, elle se substitue à l'aire urbaine de Dole, qui comportait 75 communes dans le zonage de 2010.

## Définition
L'aire d'attraction d'une ville est composée d’un pôle, défini à partir de critères de population et d’emploi ainsi que d’une couronne constituée des communes dont au moins 15 % des actifs travaillent dans le pôle. Le pôle d’attraction constitue ainsi un point de convergence des déplacements domicile-travail,.

## Géographie
L’aire d'attraction de Dole est une aire inter-départementale qui comporte 87 communes : 83 situées dans le département du Jura et 4 dans la Côte-d'Or (Billey, Bousselange, Saint-Seine-en-Bâche et Samerey). 

### Carte

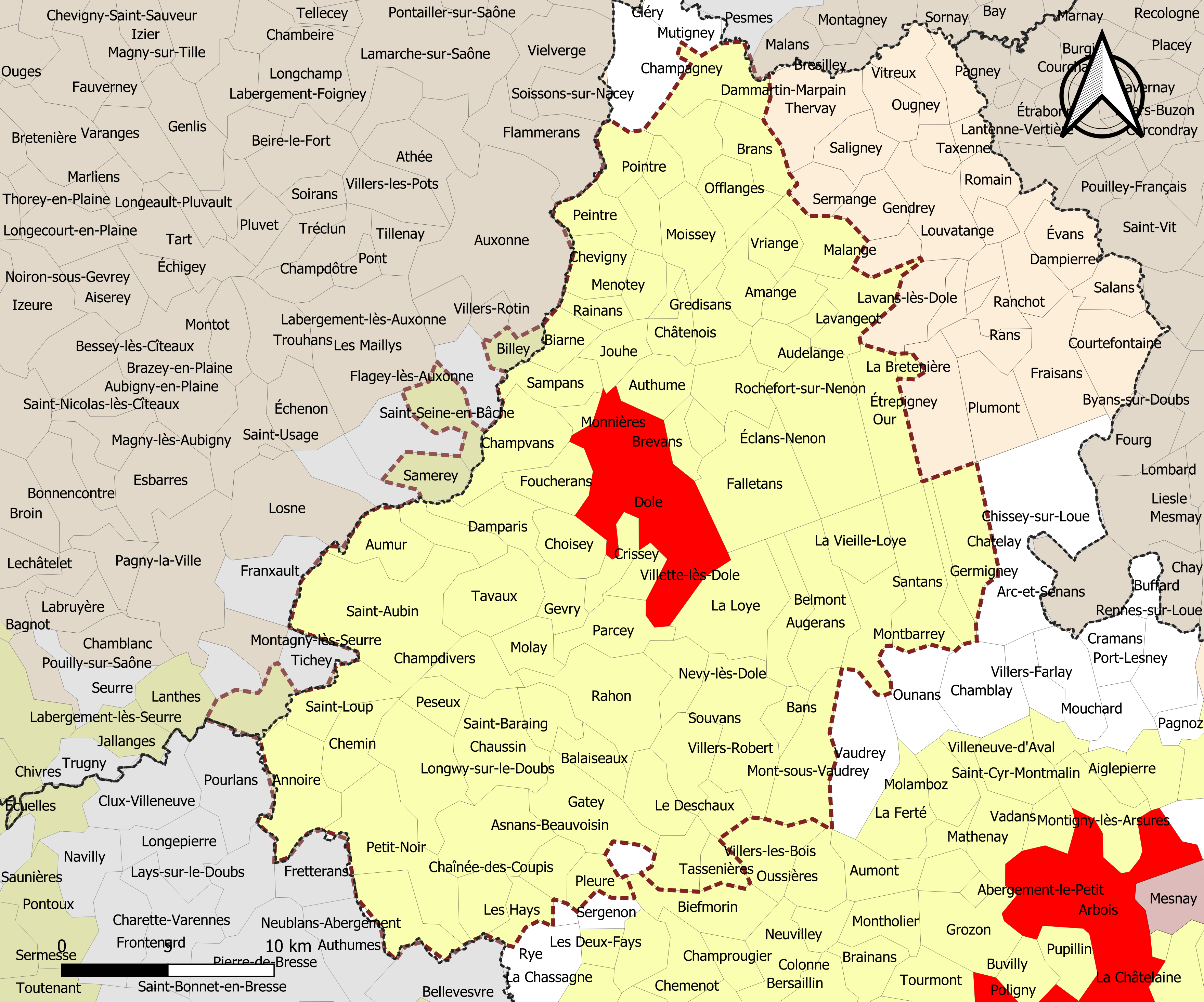
Carte de l'aire d'attraction de Dole.
Commune-centre
Commune de la couronne

### Composition communale
| Catégorie               | Département | Communes | Communes |
| Catégorie               | Département | Nombre   | Libellé |
| ----------------------- | ----------- | -------- | --- |
| Commune-centre          | Jura        | 1        | Dole. |
| Communes de la couronne | Jura        | 82       | Abergement-la-Ronce, Amange, Annoire, Archelange, Asnans-Beauvoisin, Audelange, Augerans, Aumur, Authume, Balaiseaux, Bans, Baverans, Belmont, Biarne, Brans, La Bretenière, Bretenières, Brevans, Chaînée-des-Coupis, Champdivers, Champvans, Chatelay, Châtenois, Chaussin, Chemin, Chevigny, Choisey, Crissey, Dammartin-Marpain, Damparis, Le Deschaux, Éclans-Nenon, Les Essards-Taignevaux, Falletans, Foucherans, Frasne-les-Meulières, Gatey, Germigney, Gevry, Gredisans, Les Hays, Jouhe, Lavangeot, Lavans-lès-Dole, Longwy-sur-le-Doubs, La Loye, Malange, Menotey, Moissey, Molay, Monnières, Montbarrey, Montmirey-la-Ville, Montmirey-le-Château, Mont-sous-Vaudrey, Neublans-Abergement, Nevy-lès-Dole, Offlanges, Our, Parcey, Peintre, Peseux, Petit-Noir, Pleure, Pointre, Rahon, Rainans, Rochefort-sur-Nenon, Romange, Saint-Aubin, Saint-Baraing, Saint-Loup, Sampans, Santans, Séligney, Souvans, Tassenières, Tavaux, La Vieille-Loye, Villers-Robert, Villette-lès-Dole, Vriange. |
| Communes de la couronne | Côte-d'Or   | 4        | Billey, Bousselange, Saint-Seine-en-Bâche, Samerey. |

## Démographie
Cette aire est catégorisée dans les aires de 50 000 à moins de 200 000 habitants, une catégorie qui regroupe 18,4 % de la population au niveau national.